# Yoona
Đây là một tên người Hàn Quốc, họ là Im.
Im Yoon-ah (tiếng Hàn: 임윤아; Hanja: 林潤妸; Hán-Việt: Lâm Nhuận A, sinh ngày 30 tháng 5 năm 1990), thường được biết đến với nghệ danh Yoona (thường được phía Trung Quốc gọi là Doãn Nhi - 允儿 hay Nhuận Nga - 润娥), là một nữ ca sĩ kiêm diễn viên người Hàn Quốc. Khởi nghiệp vào năm 2007, cô được biết đến là thành viên của nhóm nhạc nữ Girls' Generation và nhóm nhỏ Girls' Generation-Oh!GG do SM Entertainment thành lập và quản lý. 
Bên cạnh sự nghiệp âm nhạc, cô đã tham gia diễn xuất trong các bộ phim truyền hình gồm You Are My Destiny (2008), Cinderella Man (2009), Love Rain (2012), Prime Minister and I (2013), Võ Thần Triệu Tử Long (2016), The K2 (2016), Khi nhà vua yêu (2017), Hush (2020), Big Mouth (2022) và Khách sạn vương giả (2023), và các bộ phim điện ảnh gồm Cộng sự bất đắc dĩ (2017), Lối thoát trên không (2019) và Đặc vụ xuyên quốc gia (2022).

## Tiểu sử
Yoona được sinh ra vào ngày 30 tháng 5 năm 1990 tại Seoul, Hàn Quốc. Gia đình cô gồm bố và một chị gái hơn cô 5 tuổi. Khi còn nhỏ, nhóm nhạc nữ S.E.S. đã khiến cô mơ ước được trở thành ca sĩ. Năm 2002, Yoona trở thành thực tập sinh của SM Entertainment thông qua hệ thống SM Saturday Open Casting Audition. Trước khi ra mắt công chúng, nữ idol đã xuất hiện trong một số video âm nhạc như "Magic Castle" của TVXQ.
Năm 2009, Yoona tốt nghiệp trường trung học Daeyoung. Sau đó vào năm 2014, cô cùng Seohyun và một thành viên khác của Girls' Generation tốt nghiệp trường đại học Dongguk và được trao giải thưởng thành tựu trọn đời.

## Sự nghiệp

### 2007–15: Ra mắt với Girl's Generation và khởi đầu sự nghiệp diễn xuất
Yoona chính thức ra mắt công chúng với tư cách là thành viên nhóm nhạc nữ Girls' Generation vào tháng 8 năm 2007. Sự nghiệp diễn xuất của Yoona khởi đầu vào năm 2007 với vai phụ Shin Joo-young trong bộ phim truyền hình 9 Ends, 2 Out. Sau đó có xuất hiện trong bộ phim truyền hình Woman of Matchless Beauty vào tháng 4 năm 2008 và nhận được sự khen ngợi từ nữ diễn viên kỳ cựu Bae Jong-ok.

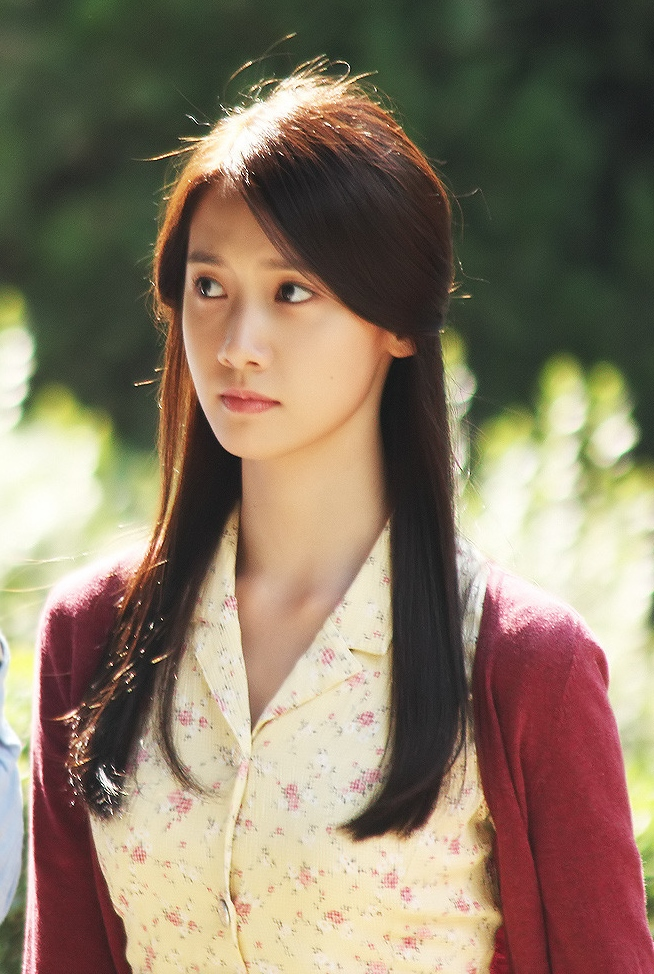
Yoona ghi hình cho bộ phim truyền hình Love Rain vào tháng 9 năm 2011

Tháng 5 năm 2008, Yoona đảm nhận vai chính đầu tiên trong bộ phim truyền hình You Are My Destiny với vai diễn Jang Sae-byuk. Bộ phim đạt tỷ suất người xem lên tới 41,5% và giúp cô được công chúng biết đến một cách rộng rãi. Với vai diễn này, cô đã giành chiến thắng ở hạng mục Nữ diễn viên mới xuất sắc nhất tại hai lễ trao giải KBS Drama Awards lần thứ hai và Baeksang Arts Awards lần thứ 45. Năm 2009, cô đảm nhận vai nữ chính Seo Yoo-jin bên cạnh nam diễn viên Kwon Sang-woo trong bộ phim truyền hình Cinderella Man và nhận được giải Nữ diễn viên phim truyền hình được yêu thích nhất tại lễ trao giải Baeksang Arts Awards lần thứ 46 cho vai diễn của mình.
Năm 2012, Yoona đảm nhận vai nữ chính bên cạnh nam diễn viên Jang Geun-suk trong bộ phim truyền hình Love Rain. Trong phim, một đôi tình nhân gặp nhau vào những năm 1970 nhưng không đến được với nhau và sau đó hai người con của họ lại đem lòng yêu nhau ở thời hiện đại. Mặc dù Love Rain không đạt được tỷ suất người xem cao ở Hàn Quốc, bản quyền phát sóng bộ phim đã được bán cho 12 quốc gia trong đó có Nhật Bản với giá 10 triệu đô la Mỹ, mức giá cao thứ hai trong lịch sử đối với một phim truyền hình của KBS ở thời điểm đó. Diễn xuất của Yoona cũng được đánh giá là có nhiều tiến bộ so với các vai diễn trước đó.
Năm 2013, Yoona đảm nhận vai nữ chính Nam Da-jung bên cạnh nam diễn viên Lee Beom-soo trong bộ phim truyền hình hài tình cảm Prime Minister and I. Nội dung phim được lấy cảm hứng từ bộ phim nhạc kịch The Sound of Music. Vai diễn của cô là một nữ phóng viên trẻ đột ngột được đề nghị kết hôn với thủ tướng Hàn Quốc. Mặc dù phim không đạt được thành công về mặt tỷ suất người xem, Yoona đã nhận được giải Nữ diễn viên phim truyền hình ngắn xuất sắc tại lễ trao giải KBS Drama Awards lần thứ 27 cho vai diễn của mình.

### 2016–nay: Hoạt động tại Trung Quốc và trở lại màn ảnh Hàn Quốc

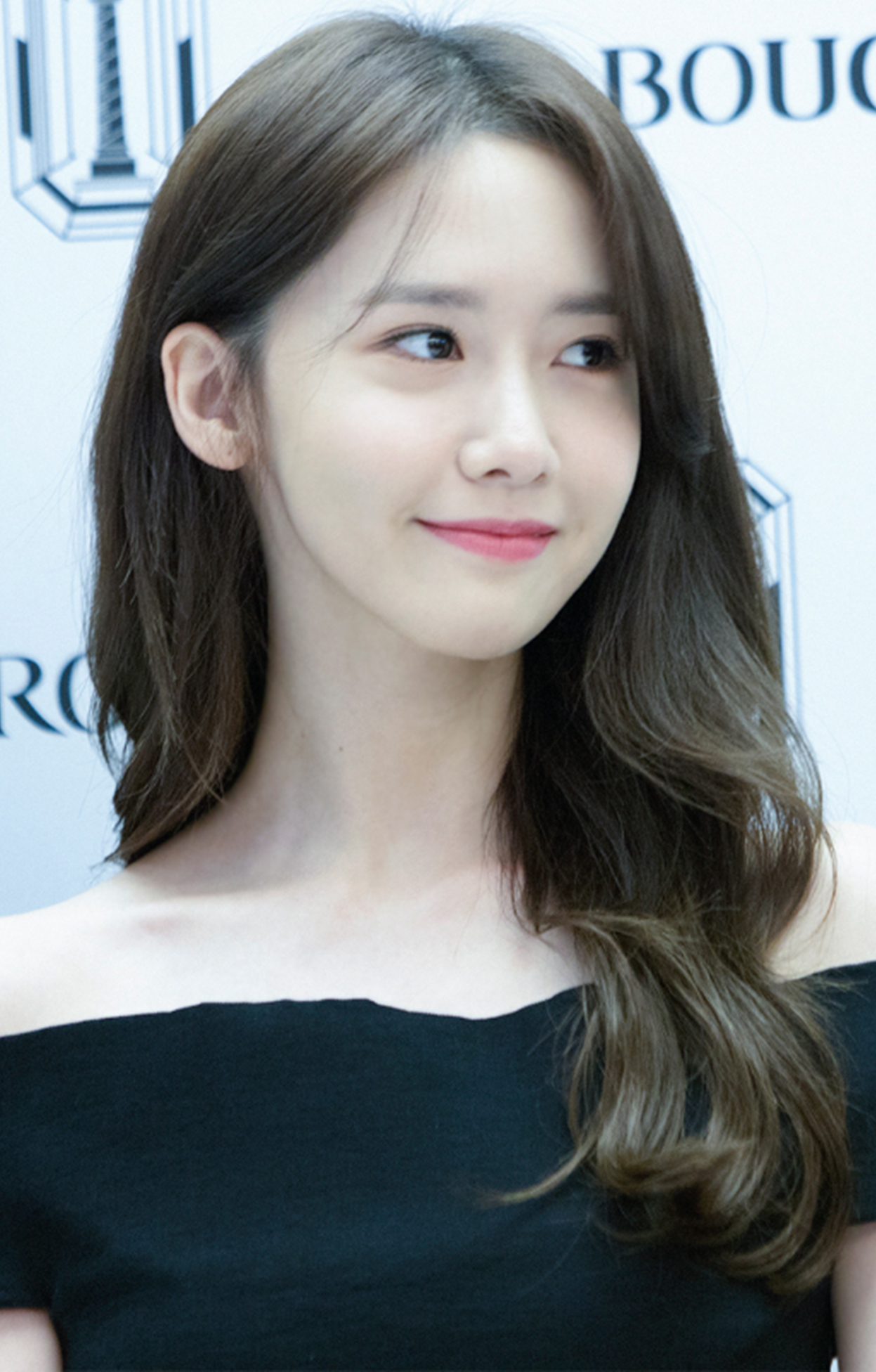
Yoona vào tháng 11 năm 2016

Tháng 3 năm 2016, Yoona hợp tác với nhóm nhạc indie Hàn Quốc 10 cm trong bài hát "Deoksugung Stonewall Walkway" thuộc dự án âm nhạc Station của SM Entertainment. Tháng 4 năm 2016, bộ phim truyền hình cổ trang Trung Quốc Võ Thần Triệu Tử Long mà cô thủ vai nữ chính bắt đầu được phát sóng. Có kịch bản lấy cảm hứng từ tác phẩm Tam Quốc Diễn Nghĩa, phim được khởi quay từ cuối năm 2014. Trong phim, cô đảm nhận đồng thời hai nhân vật Hạ Hầu Khinh Y và Mã Ngọc Nhu. Võ Thần Triệu Tử Long đã đạt tỉ suất người xem 2%, con số được xem là tương đối cao với một phim truyền hình Trung Quốc, cũng như 11 tỉ lượt xem trực tuyến. Từ ngày 26 tháng 6 đến ngày 30 tháng 7 năm 2016, Yoona tổ chức một loạt các buổi họp mặt người hâm mộ tại bốn thành phố Trung Quốc: Bắc Kinh, Quảng Châu, Trùng Khánh và Thượng Hải. Tháng 8 năm 2016, cô phát hành một mini-album nhạc số tiếng Trung Quốc với tên gọi Blossom. Album bao gồm bản hát lại của ba bài hát tiếng Trung "Hồng đậu", "May mắn bé nhỏ" và "Ánh trăng nói hộ lòng tôi" mà trước đó cô đã biểu diễn trong các buổi họp mặt người hâm mộ.
Tháng 9 năm 2016, Yoona quay trở lại màn ảnh nhỏ Hàn Quốc sau 3 năm với vai nữ chính Go Ahn-na bên cạnh Ji Chang-wook và Song Yun-ah trong bộ phim truyền hình Hàn Quốc The K2 của đài tvN. Cô cũng đã được xác nhận là sẽ thủ vai nữ chính trong bộ phim truyền hình cổ trang The King Loves, dự kiến được phát sóng vào năm 2017. Tháng 1 năm 2017, Yoona xuất hiện trong bộ phim điện ảnh hành động Cooperation do nam diễn viên Hyun Bin thủ vai chính. Sau đó, cô đóng vai chính trong bộ phim lịch sử của đài MBC The King in Love, bộ phim chuyển thể từ tiểu thuyết cùng tên của Kim Yi-ryung. Vào tháng 9 năm 2017, Yoona đã phát hành đĩa đơn thứ hai "When The Wind Blows" như một phần của SM Station.

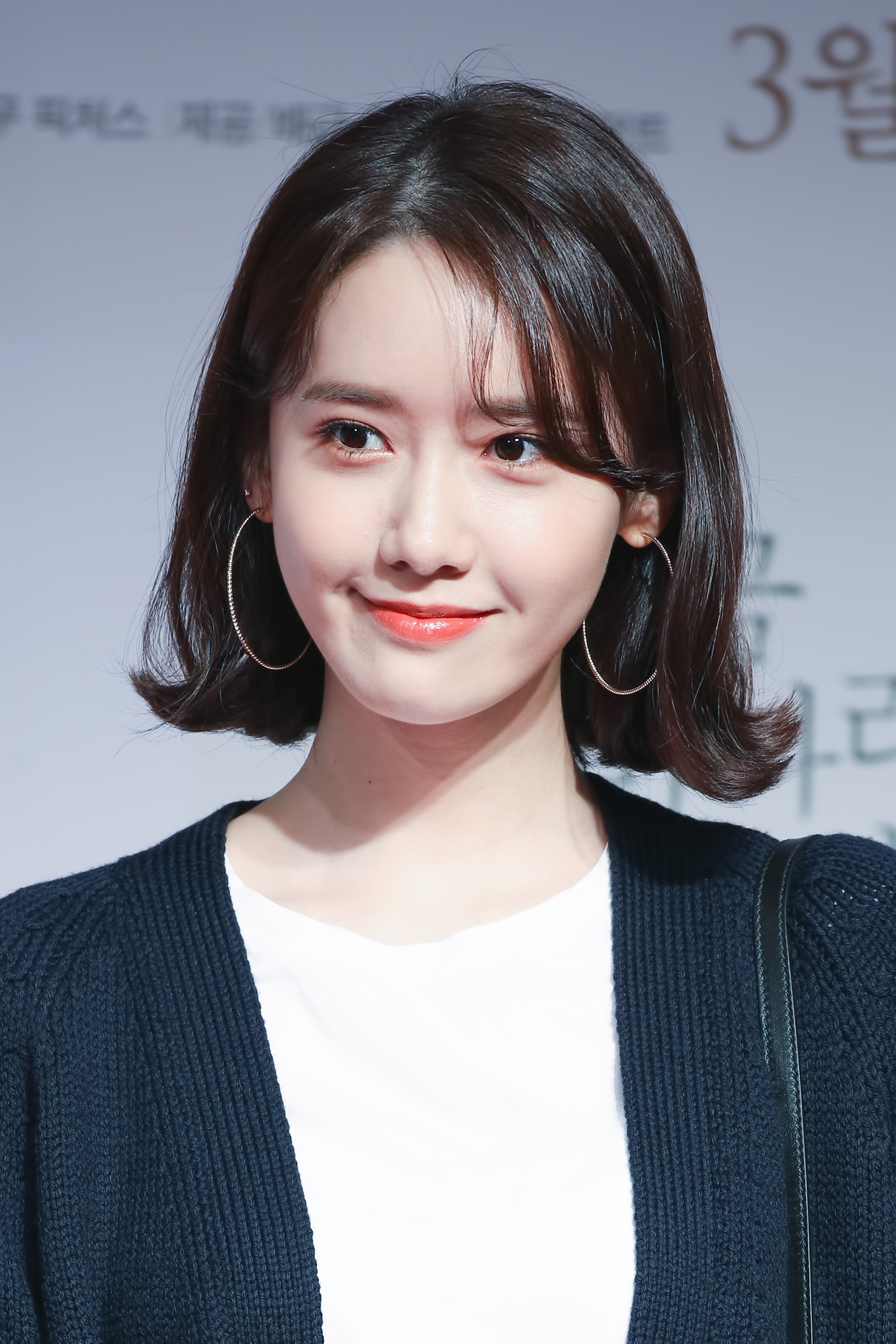
Yoona vào tháng 3 năm 2018

Năm 2018, Yoona tham gia Hyori's Homestay mùa thứ hai với tư cách là giám khảo mới của chương trình. Cô đã phát hành đĩa đơn thứ ba "To You" sau khi kết thúc chương trình tạp kỹ. Vào tháng 8 năm 2018, nhóm nhỏ Girls' Generation Oh! GG đã được thành lập gồm Yoona cùng với bốn thành viên SNSD khác; nhóm đã phát hành đĩa đơn "Lil Touch". Cũng trong năm cô bắt đầu fan meeting tours ở các nước châu á bao gồm: Hàn Quốc, Nhật Bản, Đài Loan, Singapore, Thái Lan, Hồng Kong,... với lượng khán giả vô cùng hùng hậu.
Ngày 30 tháng 5 năm 2019, Yoona phát hành album mở rộng A Walk to Remember, trở thành album bán chạy nhất trong 24 giờ đầu tiên của một nữ nghệ sĩ solo. Tháng 7 năm 2019, Yoona đóng vai chính trong bộ phim hài thảm họa Exit cùng với Jo Jung-suk. Phim đã trở thành một trong những bộ phim có doanh thu cao nhất mọi thời đại ở Hàn Quốc.
Năm 2020, YoonA thủ vai nữ chính trong bộ phim truyền hình Hush của JTBC. Trong phim, cô vào vai phóng viên thực tập Lee Ji Soo, người vừa bước chân vào ngành truyền thông.
Năm 2021, Yoona thủ vai chính trong bộ phim điện ảnh Miracle: Letters to the President của đạo diễn Lee Jang-hoon. Cô cũng đã được công bố là sẽ xuất hiện trong bộ phim điện ảnh hài lãng mãn A Year-End Medley của đạo diễn Kwak Jae-yong, và bộ phim truyền hình Big Mouse bên cạnh nam diễn viên Lee Jong-suk.
Năm 2022 được xem là năm đỉnh cao của YoonA khi xuất hiện dày đặc trong mọi lĩnh vực từ âm nhạc cho đến phim ảnh. Đâu tiền phải nói đến Yoona và SNSD gây sốt khi trở lại với album Forever 1, đánh dấu chặng đường 15 năm hoạt động âm nhạc trong làng giải trí. Sát cánh bên Lee Jong Suk trong phim Big Mouth, bộ phim đạt tỉ suất người xem khá cao, có thời điểm lên tới 21,8%, giúp Big Mouth trở thành mini-series thứ 3 ăn khách nhất Hàn Quốc năm 2022. Góp mặt trong bộ phim "Confidential Assignment 2: International" cùng Huyn Bin, tính đến ngày 22 tháng 10 năm 2022 , đây là bộ phim Hàn Quốc có doanh thu cao thứ ba trong năm 2022, với tổng doanh thu là 56.282.820 đô la Mỹ và 6.982.840 lượt xem. Sắp tới đây, YoonA sẽ tiếp tục xuất hiện trong 2 phim "Date at 2 O'Clock" và "King the Land".

## Hình ảnh công chúng

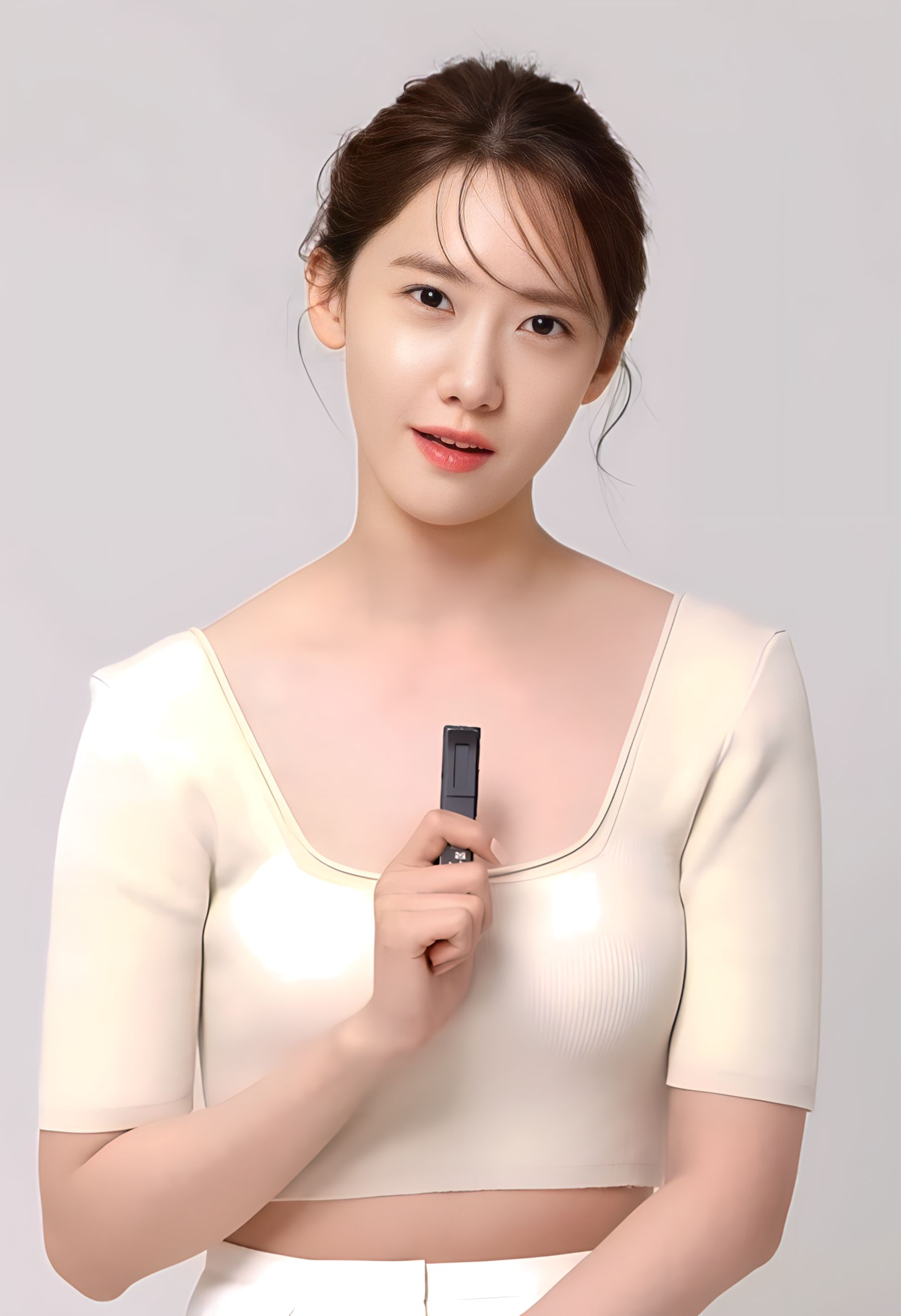
Yoona trong buổi phỏng vấn với Marie Claire vào tháng 6 năm 2022

Yoona từng được đặt danh hiệu là "nữ hoàng quảng cáo" sau khi xuất hiện trong nhiều quảng cáo và trở thành gương mặt đại diện cho nhiều nhãn hiệu. Năm 2012, cô xuất hiện trong ít nhất 20 phim quảng cáo và xếp thứ năm trong số những người nổi tiếng tham gia nhiều quảng cáo nhất. Cô cũng đã đảm nhận vai trò gương mặt đại diện cho nhãn hiệu mỹ phẩm Innisfree trong 11 năm liên tiếp. Năm 2014, Yoona được CNN đánh giá là "một trong những tên tuổi lớn ở khu vực châu Á-Thái Bình Dương" góp phần giúp các nhãn hiệu mỹ phẩm Hàn Quốc trở nên phổ biến tại thị trường Trung Quốc. Năm 2016, cô được tạp chí Forbes bình chọn là một trong 30 người nổi tiếng dưới 30 tuổi trong lĩnh vực thể thao và giải trí có sức ảnh hưởng lớn nhất tại châu Á.
Trong suốt sự nghiệp của mình, Yoona cũng thường xuyên làm tình nguyện và quyên góp từ thiện. Nhờ những hoạt động đó, vào năm 2015 cô đã được gặp gỡ tổng thống Hàn Quốc Park Geun-hye tại Nhà Xanh và trở thành thành viên của tổ chức danh dự dành cho các cá nhân có những đóng góp từ thiện to lớn của Hàn Quốc.

### Đại sứ
Năm 2012, Yoona được bổ nhiệm làm Đại sứ danh dự của quận Jung-gu, Seoul.
Vào năm 2014, Yoona được bổ nhiệm làm đại sứ cho chiến dịch của UNICEF, UNIHERO, nhằm mục đích mời mọi người trở thành anh hùng cho những đứa trẻ kém may mắn trên toàn cầu. Yoona cũng được chọn làm đại sứ cho trường đại học Dongguk năm 2014 cùng với Son Na-eun của Apink và nữ diễn viên Park Ha-sun.
Năm 2015, Yoona được mệnh danh là đại sứ quảng cáo cho Dịch vụ Thuế Quốc gia. Cô cũng đã nhận được sự khen ngợi của tổng thống vì đã trả thuế một cách trung thực.
Năm 2016, Yoona đã tham gia chiến dịch "Come As You Are" của Crocs với tư cách là một trong những đại sứ toàn cầu.
Năm 2018, Yoona được bổ nhiệm làm đại sứ an toàn cho Hội đồng Văn hóa Trung ương về Chiến dịch Văn hóa An toàn, được tổ chức để cam kết các biện pháp an toàn và xóa bỏ các hoạt động nguy hiểm như tăng tốc và đỗ xe trái phép ngăn chặn sự xâm nhập của xe cứu hỏa.

## Đời tư
Tháng 8 năm 2013, Yoona bắt đầu một mối quan hệ tình cảm với nam ca sĩ và diễn viên Lee Seung-gi. Tháng 8 năm 2015, công ty đại diện của hai người xác nhận là họ đã chia tay vì lý do lịch trình bận rộn.
Vào ngày 27/11/2020, Yoona đã chia sẻ video đầu tiên của mình trên kênh mới "YoonA's So Wonderful Day". Video cho thấy cuộc gặp gỡ đầu tiên giữa nữ thần tượng và ê-kíp để nói về nội dung mà cô ấy sẽ chia sẻ với người hâm mộ trên tài khoản Instagram chính thức mới và kênh YouTube của mình. Nói về tên gọi của kênh - "So Wonderful Day", Yoona chia sẻ cô nghĩ ra cái tên dựa trên tên fandom của Girls' Generation là "SONE". Kênh của cô đạt 100 nghìn lượt đăng ký chỉ chưa đầy 1 tháng.

## Danh sách đĩa nhạc

### Mini-album
| Album              | Thông tin | Thứ hạng cao nhất | Thứ hạng cao nhất | Doanh số                 |           |           |
| Album              | Thông tin | HQ                | Mỹ World          | Doanh số                 |           |           |
| Tiếng Hàn          | Tiếng Hàn | Tiếng Hàn         | Tiếng Hàn         | Tiếng Hàn                | Tiếng Hàn | Tiếng Hàn |
| ------------------ | --- | ----------------- | ----------------- | ------------------------ | --------- | --------- |
| A Walk to Remember | - Ngày phát hành: 30 tháng 5 năm 2019 (HQ) - Hãng đĩa: SM Entertainment - Định dạng: CD, kihno, tải về | 3                 | 13                | - HQ: 53.051 - Mỹ: 2.000 |           |           |
| Tiếng Trung        | |                   |                   |                          |           |           |
| Blossom            | - Ngày phát hành: 4 tháng 8 năm 2016 - Hãng đĩa: SM Entertainment, Xiami - Định dạng: Tải về Danh sách bài hát 1. "Hồng đậu" (紅豆) 2. "May mắn bé nhỏ" (小幸運) 3. "Ánh trăng nói hộ lòng tôi" (月亮代表我的心) | —                 | —                 | —                        |           |           |

### Đĩa đơn
| Bài hát                                               | Năm  | Thứ hạng cao nhất | Thứ hạng cao nhất | Doanh số (tải về) | Album                         |
| Bài hát                                               | Năm  | HQ Gaon           | Mỹ World          | Doanh số (tải về) | Album                         |
| ----------------------------------------------------- | ---- | ----------------- | ----------------- | ----------------- | ----------------------------- |
| "Deoksugung Stonewall Walkway" (hợp tác với 10 cm)    | 2016 | 24                | 7                 | - HQ: 194.752     | A Walk to Remember            |
| "When The Wind Blows" (바람이 불면, 如果妳也想起我)   | 2017 | 93                | 23                | —                 | A Walk to Remember            |
| "Summer Night" (여름밤) (hợp tác với 20 Years of Age) | 2019 | —                 | —                 | —                 | A Walk to Remember            |
| Cộng tác                                              |      |                   |                   |                   |                               |
| "To You" (với Lee Sang-soon)                          | 2018 | —                 | —                 | —                 | A Walk to Remember            |
| Đĩa đơn quảng bá                                      |      |                   |                   |                   |                               |
| "Haptic Motion" (với Jessica, Tiffany và TVXQ)        | 2008 | —                 | —                 | —                 | Đĩa đơn không nằm trong album |
| "Innisfree Day"                                       | 2010 | —                 | —                 | —                 | Đĩa đơn không nằm trong album |
| Nhạc phim                                             |      |                   |                   |                   |                               |
| "Amazing Grace"                                       | 2016 | —                 | —                 | —                 | The K2 OST                    |
| "—" cho biết bài hát không lọt vào bảng xếp hạng.     |      |                   |                   |                   |                               |

## Danh sách phim

### Phim điện ảnh
| Phim                                     | Năm  | Vai              | Ghi chú                  |
| ---------------------------------------- | ---- | ---------------- | ------------------------ |
| I AM.                                    | 2012 | Chính mình       | Phim tài liệu về SM Town |
| SM Town the Stage                        | 2015 | Chính mình       | Phim tài liệu về SM Town |
| Confidential Assignment                  | 2017 | Park Min-young   | Vai phụ                  |
| Exit                                     | 2019 | Eui-joo          | Vai chính                |
| Miracle: Letters to the President        | 2021 | Song Ra-hee      | Vai chính                |
| House of Hummingbird                     | 2021 | Người dẫn chuyện |                          |
| A Year-End Medley                        | 2021 | Soo-yeon         | Vai phụ                  |
| Confidential Assignment 2: International | 2022 | Park Min-young   | Vai phụ                  |
| Pretty Crazy                             | 2024 | Jeong Seon-ji    | Vai chính                |

### Phim truyền hình
| Phim                        | Năm     | Kênh     | Vai                          | Ghi chú   |
| --------------------------- | ------- | -------- | ---------------------------- | --------- |
| 9 Ends, 2 Out               | 2007    | MBC      | Sin Ju-yeong                 | Vai phụ   |
| Unstoppable Marriage        | 2008    | KBS2     | Công chúa Bulgwang-dong      | Khách mời |
| Woman of Matchless Beauty   | 2008    | MBC      | Mi-ae                        | Khách mời |
| You Are My Destiny          | 2008    | KBS      | Jang Sae-byeok               | Vai chính |
| Cinderella Man              | 2009    | MBC      | Seo Yu-jin                   | Vai chính |
| Love Rain                   | 2012    | KBS2     | Kim Yun Hee / Jung Hana      | Vai chính |
| Prime Minister and I        | 2013    | KBS      | Nam Da Jung                  | Vai chính |
| Because It's the First Time | 2015    | OnStyle  | Im Yoona                     | Khách mời |
| Võ Thần Triệu Tử Long       | 2016    | Hunan TV | Hạ Hầu Khinh Y / Mã Ngọc Nhu | Vai chính |
| The K2                      | 2016    | tvN      | Go Ahn-na                    | Vai chính |
| The King Loves              | 2017    | MBC      | Eun San                      | Vai chính |
| Hush                        | 2020–21 | JTBC     | Lee Ji Soo                   | Vai chính |
| Big Mouth                   | 2022    | MBC      | Go Mi-ho                     | Vai chính |
| King the Land               | 2023    | JTBC     | Chun Sa Rang                 | Vai chính |

### Chương trình truyền hình
| Chương trình     | Năm  | Kênh | Ghi chú            |
| ---------------- | ---- | ---- | ------------------ |
| Family Outing 2  | 2010 | SBS  | Thành viên cố định |
| Hyori's Homestay | 2018 | JTBC | Thành viên cố định |
| Running Man      | 2019 | SBS  | Khách mời          |

## Giải thưởng và đề cử
| Năm  | Giải thưởng                                        | Hạng mục                                                            | Được đề cử              | Kết quả   |
| ---- | -------------------------------------------------- | ------------------------------------------------------------------- | ----------------------- | --------- |
| 2008 | Korea Drama Awards lần thứ 2                       | Netizen Popularity Award                                            | You Are My Destiny      | Đoạt giải |
| 2008 | KBS Drama Awards lần thứ 22                        | Nữ diễn viên mới xuất sắc nhất                                      | You Are My Destiny      | Đoạt giải |
| 2008 | KBS Drama Awards lần thứ 22                        | Netizen Award                                                       | You Are My Destiny      | Đoạt giải |
| 2009 | Baeksang Arts Awards lần thứ 45                    | Nữ diễn viên phim truyền hình mới xuất sắc nhất                     | You Are My Destiny      | Đoạt giải |
| 2009 | Baeksang Arts Awards lần thứ 45                    | Nữ diễn viên phim truyền hình được yêu thích nhất                   | You Are My Destiny      | Đoạt giải |
| 2010 | Baeksang Arts Awards lần thứ 46                    | Nữ diễn viên phim truyền hình được yêu thích nhất                   | Cinderella Man          | Đoạt giải |
| 2012 | Mnet 20's Choice Awards                            | 20's Female Drama Star                                              | Love Rain               | Đề cử     |
| 2012 | KBS Drama Awards lần thứ 26                        | Nữ diễn viên chính xuất sắc (phim truyền hình ngắn)                 | Love Rain               | Đề cử     |
| 2012 | KBS Drama Awards lần thứ 26                        | Netizen Award                                                       | Love Rain               | Đoạt giải |
| 2013 | Baeksang Arts Awards lần thứ 49                    | Nữ diễn viên phim truyền hình được yêu thích nhất                   | Love Rain               | Đề cử     |
| 2013 | KBS Drama Awards lần thứ 27                        | Nữ diễn viên chính xuất sắc (phim truyền hình ngắn)                 | Prime Minister and I    | Đoạt giải |
| 2013 | KBS Drama Awards lần thứ 27                        | Cặp đôi đẹp nhất (với Lee Bum Soo)                                  | Prime Minister and I    | Đoạt giải |
| 2013 | KBS Drama Awards lần thứ 27                        | Netizen Award                                                       | Prime Minister and I    | Đề cử     |
| 2014 | Baeksang Arts Awards lần thứ 50                    | Nữ diễn viên phim truyền hình được yêu thích nhất                   | Prime Minister and I    | Đề cử     |
| 2014 | Seoul International Youth Film Festival lần thứ 16 | Nữ diễn viên trẻ xuất sắc nhất                                      | Prime Minister and I    | Đề cử     |
| 2015 | Global Luxury Award                                | Global Tourism Industry Congress Fusion Seminars (với Lâm Canh Tân) | God of War, Zhao Yun    | Đoạt giải |
| 2015 | Busan International Advertising Festival lần thứ 8 | Best Korean spokesmodel in China                                    | Chính mình              | Đoạt giải |
| 2015 | National Tax Service of South Korea                | Best Public Tax Payer Award                                         | Chính mình              | Đoạt giải |
| 2016 | Asia Artist Awards lần thứ nhất                    | Ngôi sao châu Á                                                     | Chính mình              | Đoạt giải |
| 2016 | Asia Artist Awards lần thứ nhất                    | Nữ diễn viên được yêu thích nhất                                    | The K2                  | Đoạt giải |
| 2016 | Korea's Best Dresser Swan Awards lần thứ 31        | Best Dressed Actress                                                | Chính mình              | Đoạt giải |
| 2016 | Ceci Beauty Award                                  | Asia Fashion Award                                                  | Chính mình\|            | Đoạt giải |
| 2017 | Baeksang Arts Awards lần thứ 53                    | Nữ diễn viên mới xuất sắc nhất (phim điện ảnh)                      | Confidential Assignment | Đề cử     |
| 2017 | Baeksang Arts Awards lần thứ 53                    | Nữ diễn viên được yêu thích nhất (phim điện ảnh)                    | Confidential Assignment | Đoạt giải |
| 2017 | 2017 Korean Film Shining Star Awards               | Newcomer Award (phim điện ảnh)                                      | Confidential Assignment | Đoạt giải |